# Magasjön
Magasjön är en sjö i Storumans kommun i Lappland och ingår i Umeälvens huvudavrinningsområde. Sjön har en area på 4,17 kvadratkilometer och ligger 542,2 meter över havet. Magasjön ligger i Vindelfjällen Natura 2000-område. Sjön avvattnas av vattendraget Magasjöbäcken. Vid provfiske har elritsa, röding och öring fångats i sjön.

## Delavrinningsområde
Magasjön ingår i det delavrinningsområde (726400-152335) som SMHI kallar för Utloppet av Magasjön. Medelhöjden är 571 meter över havet och ytan är 13,86 kvadratkilometer. Räknas de 9 avrinningsområdena uppströms in blir den ackumulerade arean 81,27 kvadratkilometer. Magasjöbäcken som avvattnar avrinningsområdet har biflödesordning 3, vilket innebär att vattnet flödar genom totalt 3 vattendrag innan det når havet efter 320 kilometer. Avrinningsområdet består mestadels av skog (70 procent). Avrinningsområdet har 4,17 kvadratkilometer vattenytor vilket ger det en sjöprocent på 30,1 procent.